# Алберт Кујп
Алберт Кујп (хол. Albert Cuyp, A(e)lbert Jacobszoon Cuyp; Дордрехт октобар 1620 — 15. новембар 1691) је био холандски сликар пејзажа, један од сликара Златног доба Холандије у 17. веку. Рођен је у породици уметника. Стриц и деда су му били дувачи обојеног стакла, док му је отац сликао портрете. Од њих је наследио значајно богатство.
За његове пејзаже је карактеристична сунчева светлост која наглашава ситне детаље. У великим панорамама сеоских призора животиње и пастири су такође обасјани окер светлошћу. Колориту доприносе и блистави слојеви лака. Кујпови пејзажи су се заснивали на реалним призорима и нису идеализовани.